# Paektusan-1
Il Paektusan-1 era un vettore spaziale non riutilizzabile nordcoreano, derivato dal missile balistico a raggio intermedio Taepodong-1. 

## Caratteristiche tecniche
Il Paektusan-1 (nome derivato dal Monte Paektu) era un razzo a tre stadi, con un'altezza di 25,80 metri, un diametro di 1,80 metri e una massa di 33,40 tonnellate. I primi due stadi a combustibile liquido, derivati dal missile Taepodong-1, erano integrati da un terzo stadio a combustibile solido. Il vettore poteva collocare in orbita terrestre bassa un carico utile di 6,0 Kg.

## Storia
Il 31 agosto 1998 la Corea del Nord annunciò il lancio del suo primo satellite artificiale, chiamato Kwangmyŏngsŏng-1. Il lancio sarebbe avvenuto dalla base di lancio di Tonghae con un lanciatore Paektusan-1; secondo i dirigenti nordcoreani, avrebbe avuto successo e il satellite sarebbe entrato in orbita. Gli specialisti statunitensi del Pentagono hanno però messo in dubbio la realtà di questo lancio, a causa della mancanza di rilevamento del satellite con mezzi visivi, radio o radar da parte di osservatori internazionali e hanno affermato che la storia del satellite era solo una copertura per un test di un missile militare. Dopo ulteriori analisi, conclusero che c'era stato effettivamente il tentativo di lancio di un satellite, ma che vi era stato un fallimento del motore del terzo stadio, che era caduto nel Pacifico insieme al satellite; era anche possibile che il satellite fosse stato collocato in un'orbita troppo bassa, da cui era decaduto rapidamente prima che potesse essere rilevato da osservatori stranieri.
Non vi sono stati altri test con il Paektusan-1 o altre versioni del razzo, che è stato sostituito con il lanciatore Unha. Ciò lascia pensare che il Paektusan-1 fosse un dimostratore tecnologico per lo sviluppo di ulteriori lanciatori e che non fosse destinato all'uso operativo.